# Seiz Breur
«Seiz Breur» — художественное объединение, основанное в 1923 году в Бретани. Хотя оно и приняло символическое название «Seiz breur», что на бретонском языке означает «семь братьев», данное название отражало не количество участников, а название народной сказки. В период расцвета в него входило пятьдесят человек, объединённых в «Unvaniezh Seiz Breur» (Союз семи братьев).
Группа преимущественно занималась изобразительным искусством, в неё входили также писатели, композиторы и архитекторы. 
Сегодня признана основоположником современного кельто-бретонского искусства, но её память омрачена связью некоторых её членов с нацистской идеологией и коллаборационизмом.

## Известные учасники движения
- Жанна Маливел дизайнер,иллюстратор и вдохновительница движения.
- Жанна Короллер-Данио писательница.
- Маршаль, Морван автор национального бретонского флага (Gwenn-ha-du)
- Сюзана Крестон художница, гончар и керамист.

## Выставки
Работы художественого объединения были представлены на Международной выставке декоративно-прикладного искусства 1925 года.
И на всемирной выставке 1937 года.
У движения был представлен отдельный павильон.
Павильон был построен среди двадцати семи зданий, посвященных семнадцати регионам, которые составили «региональный центр» выставки, расположенный на набережной Орсе.
Источники вдохновения для павильона являли собою кельтскую мифологию, в основном ирландскую и валлийскую.

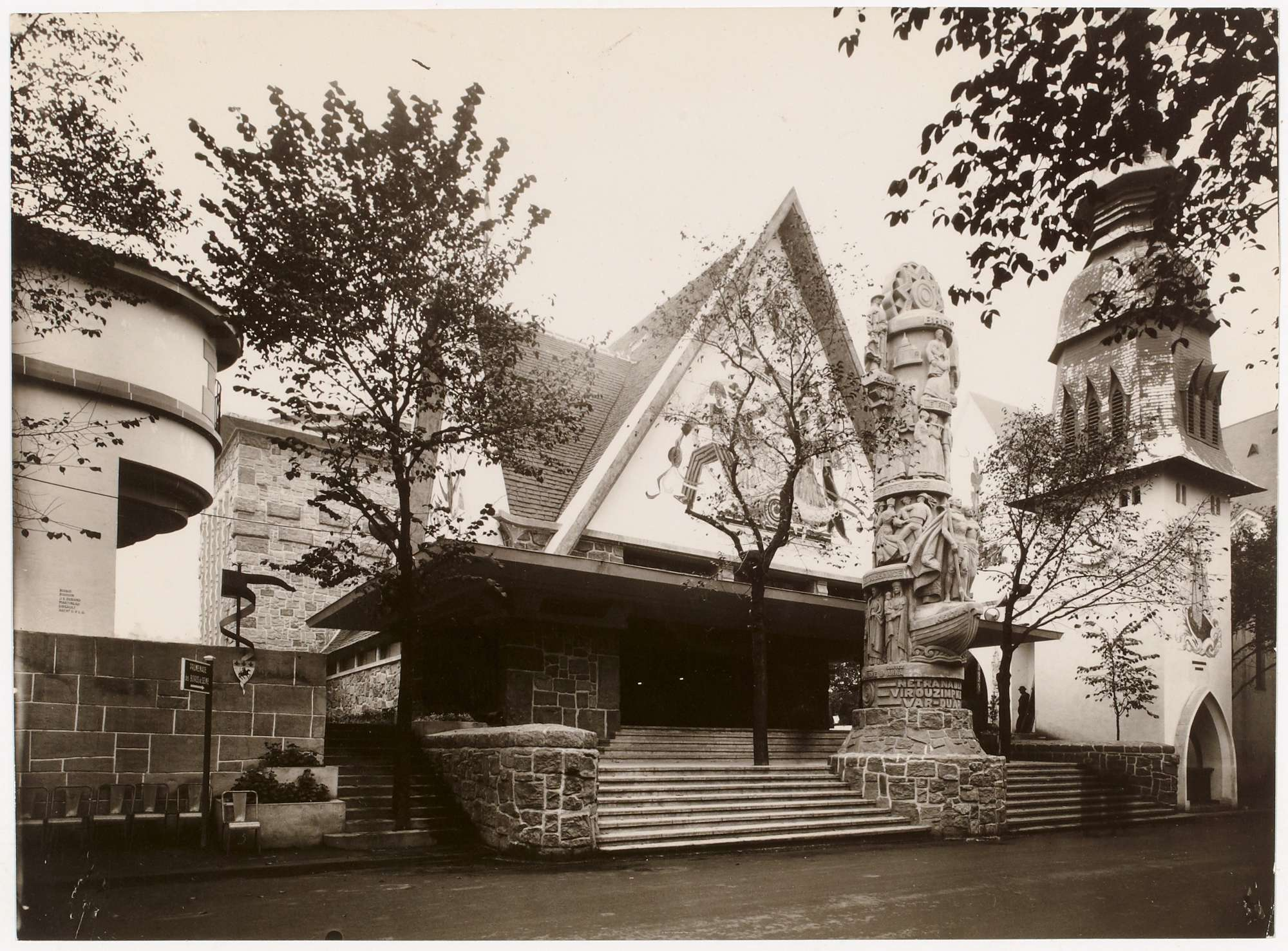
Вид на фасад входа в павильон Бретань.

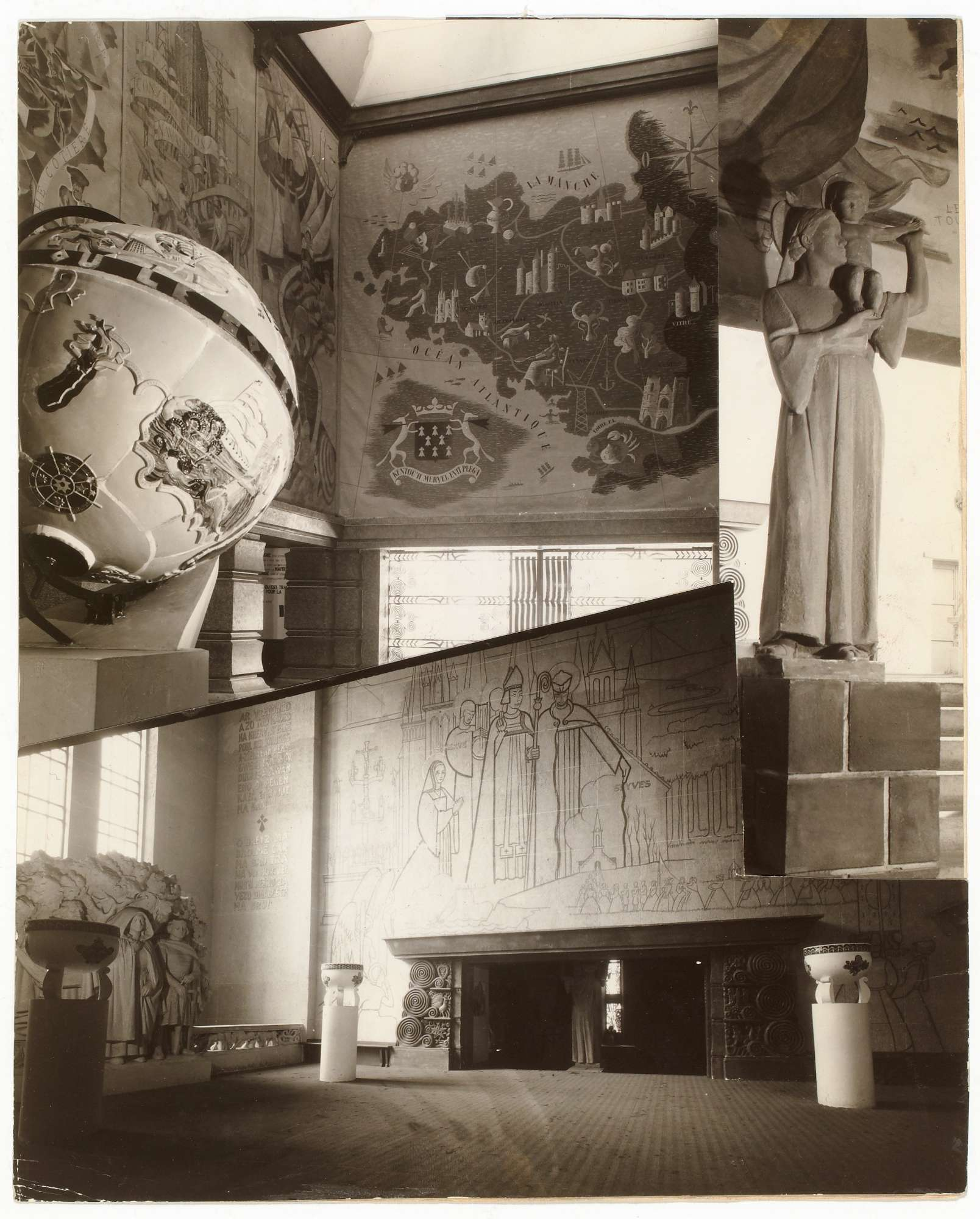
Монтаж трех полотен в зале языческого искусства Бретани.

Экспонаты показывали традиционный друидизм, бретонские легенды, такие как сюжеты о Броселианде , Артуровский цикл, или популярные сюжеты, такие как «Анку» , история Бретани, религиозные сюжеты со сценами прощения или паломничества , жития традиционных святых и основоположников кельтского мира. Они также вдохновлены повседневной жизнью, включая традиционные темы сельской или морской жизни.

## Работы учасников движения

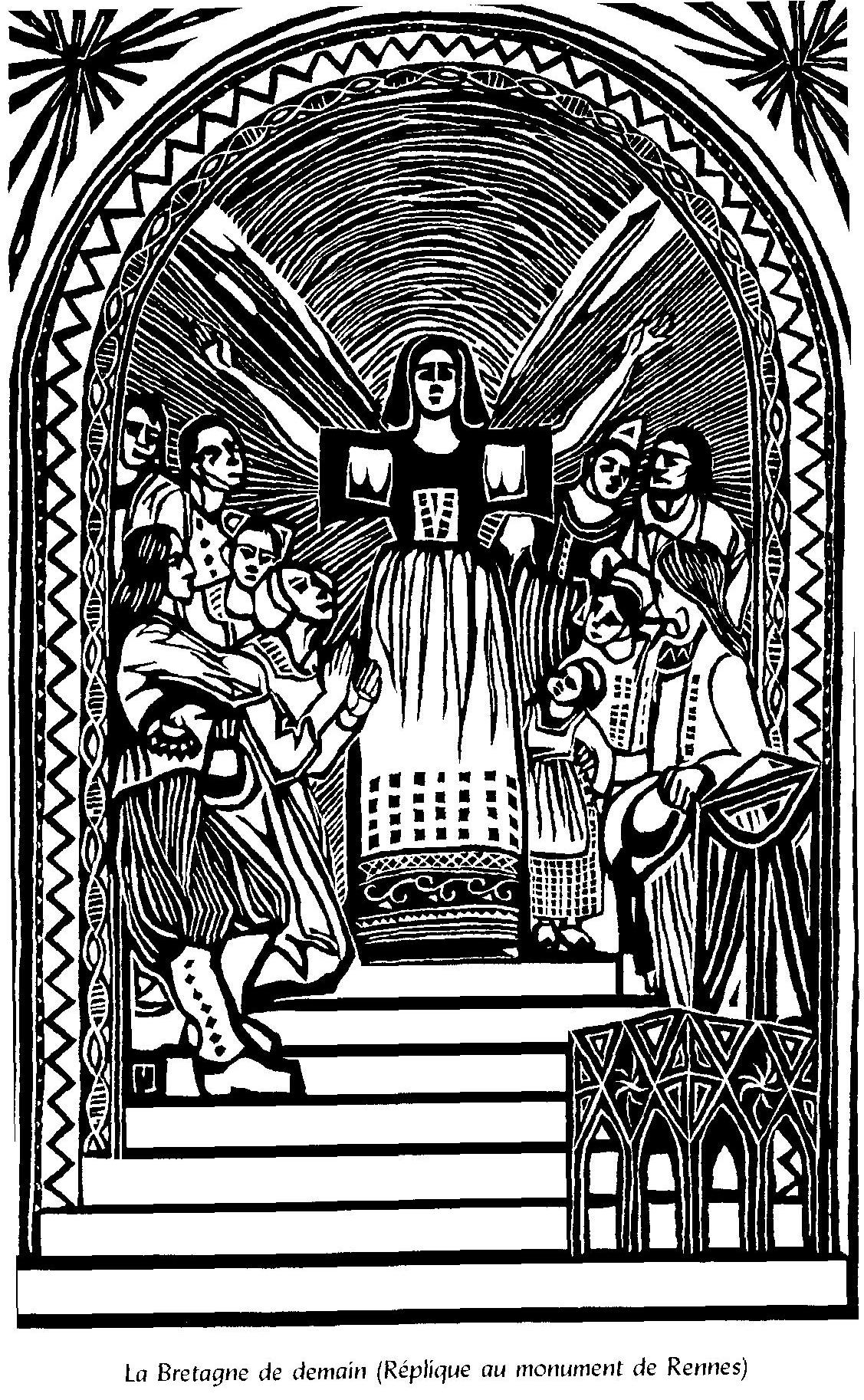
Бретань будущего, Жанна Маливел

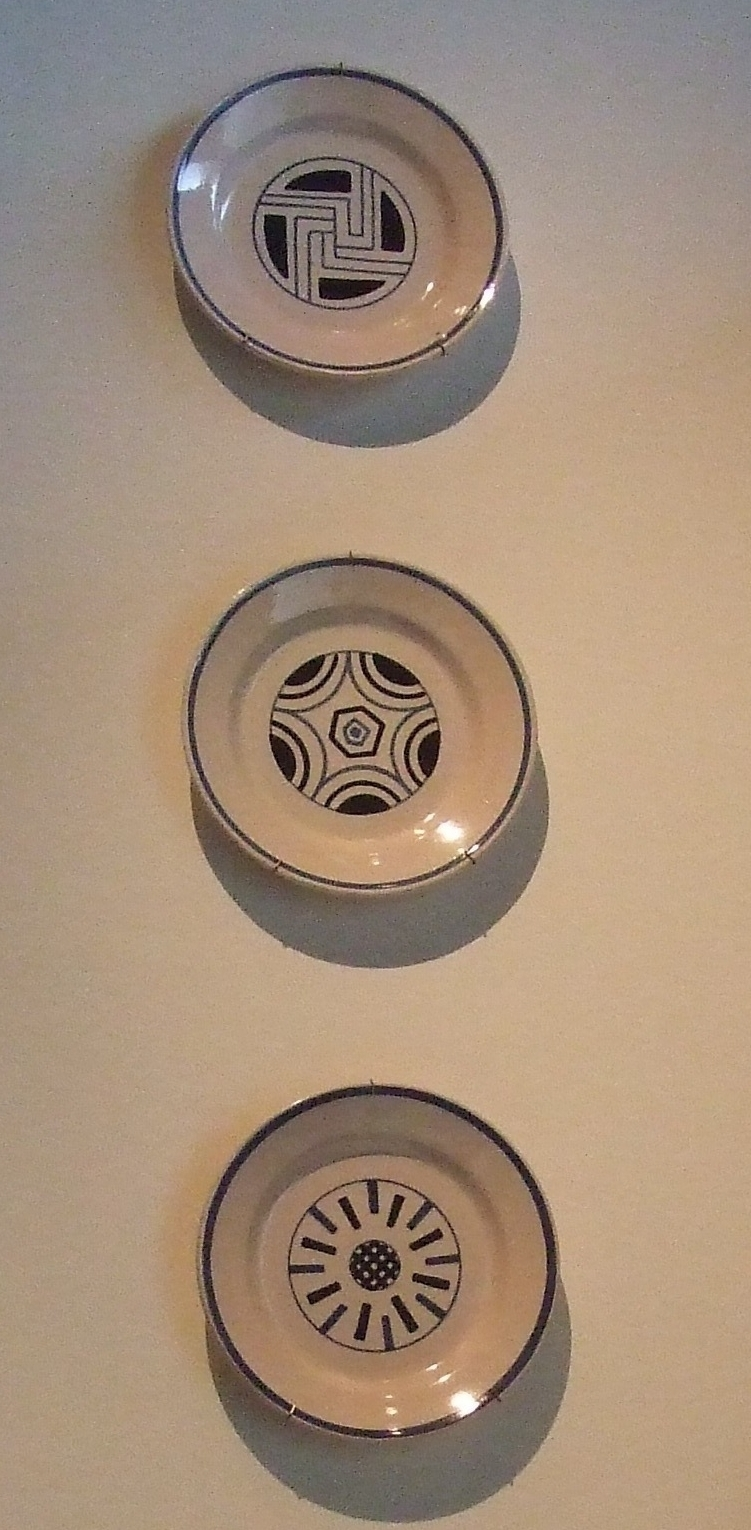
Кеорамика авторства Сюзанны Крестон

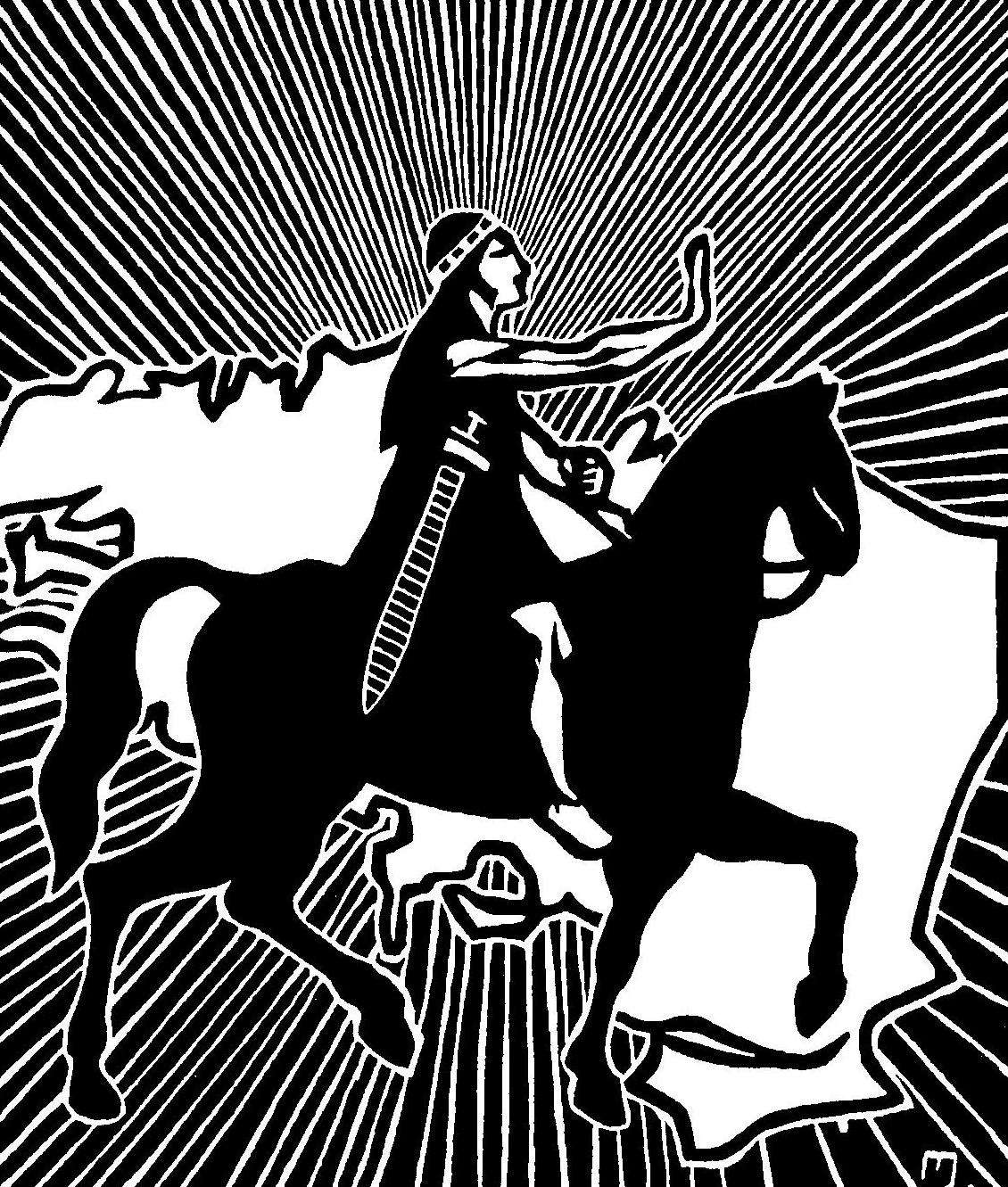
Номиноэ торжествующий иллюстрация из книги «История нашей Бретани», 1922 г. Жанна Маливел